# SIMS dinamico
Il SIMS dinamico, indicato con DSIMS (da dynamic secondary ion mass spectrometry) è una tecnica di spettrometria di massa, precisamente di spettrometria di massa a ioni secondari.
Il modo di lavoro del SIMS dinamico si chiama microprobe mode.
Solitamente quando si parla genericamente di SIMS, ci si riferisce al SIMS dinamico essendo il primo a essere stato inventato.
La spettrometria di massa di ioni secondari è generalmente una tecnica distruttiva, poiché interagisce con il campione alterandolo. A seconda dell'intensità del processo di erosione si fa però distinzione tra SIMS dinamico e SIMS statico, nel caso in cui la superficie analizzata non venga modificata durante l'analisi.
Il SIMS dinamico, pur essendo una tecnica distruttiva, ha una maggiore sensibilità e velocità e permette la quantificazione dei risultati. L'interazione del fascio primario (in genere ioni O- oppure Cs+) con il campione avviene in condizioni più riproducibili. Utilizzando ioni primari O- si favorisce la creazione di ioni secondari positivi e lo strato ossidato preesistente sul campione perde la sua influenza. Gli ioni di cesio, l'elemento con il più basso potenziale di ionizzazione, favoriscono la creazione di ioni secondari negativi. In questo modo il SIMS dinamico è meno suscettibile agli effetti di matrice rispetto al SIMS statico.
Una delle applicazioni principali di questa tecnica è quella dell'analisi di semiconduttori, campo nel quale è richiesta un'elevata sensibilità.

## Confronto tra SIMS statico e SIMS dinamico
| Caratteristiche del SIMS Dinamico | Caratteristiche del SIMS Statico |
| --- | --- |
| - Alta sensibilità (fino a 1 ppb) - Rilevazione di tutti gli elementi e isotopi da H a U (1÷500 amu) - Nessuna informazione sui legami chimici - Buona risoluzione spaziale - Tecnica distruttiva - Permette la quantificazione - Richiede medio/alto vuoto (circa 10−6 Pa) - Tempo di analisi: sec/min | - Buona sensibilità (fino a 1 ppm) - Rilevazione di tutti gli elementi e isotopi anche di materiali organici (1÷10.000 amu) - Qualche informazione sui legami chimici - Buona/discreta risoluzione spaziale - Tecnica non distruttiva - Difficile la quantificazione - Alto vuoto (circa 10−9 Pa) - Tempo di analisi: ore |

## Applicazioni
Le applicazioni più diffuse per la spettrometria SIMS dinamica sono l'acquisizione di profili di profondità e la caratterizzazione di impiantazioni ioniche nell'ambito dell'industria dei semiconduttori.
Grazie alla possibilità di effettuare scansioni con il fascio primario a mano a mano che si penetra in profondità, si possono acquisire informazioni tridimensionali sulla composizione chimica dei campioni. Utilizzando spettrometri a settore magnetico dotati di più rivelatori, è inoltre possibile acquisire profili di profondità per diversi elementi contemporaneamente e con un'elevatissima sensibilità. In questo modo si riescono a caratterizzare anche campioni composti da diversi strati di materiale diverso.
La spettrometria SIMS consente inoltre di acquisire spettri di massa dei campioni analizzati, nonché immagini.
In particolare, tramite i microchannel plate si può avere un'immagine in tempo reale della composizione elementale del campione, mentre tramite scansione si ottengono mappe più accurate. Disattivando il filtro di massa è possibile acquisire immagini topografiche analoghe a quelle ottenute mediante microscopia SEM.
| Vantaggi | Svantaggi |
| --- | --- |
| - Analisi di ioni atomici e molecolari - Sensibile anche agli elementi leggeri - Buona risoluzione in massa (fino a 10.000) - Alta sensibilità (ppma) - Alta risoluzione in profondità (3÷10 nm) - Alta risoluzione laterale (fino a 20 nm) - Buona velocità di acquisizione (da pochi secondi a qualche minuto) - Possibilità di quantificazione - Possibilità di acquisire immagini topografiche (a bassa risoluzione) | - Sensibilità limitata da interferenze isotopoche e contaminazioni - Forte dipendenza della sensibilità dalla natura del campione - Necessità di numerosi standard per la quantificazione - Tecnica distruttiva - Necessità di campioni piani per ottenere buone risoluzioni in profondità - Non è possibile analizzare campioni volatili (lavora sottovuoto) - Possibilità di analizzare solo sostanze presenti in traccia (< 1%) - Difficoltà di caratterizzare campioni multistrato |